# Arnoldsville
Arnoldsville és una població dels Estats Units a l'estat de Geòrgia. Segons el cens del 2000 tenia 312 habitants.

## Demografia
Segons el cens del 2000, Arnoldsville tenia 312 habitants, 125 habitatges, i 88 famílies. La densitat de població era de 71,7 habitants per km².
Dels 125 habitatges en un 33,6% hi vivien nens de menys de 18 anys, en un 56,8% hi vivien parelles casades, en un 11,2% dones solteres, i en un 29,6% no eren unitats familiars. En el 28% dels habitatges hi vivien persones soles el 10,4% de les quals corresponia a persones de 65 anys o més que vivien soles. El nombre mitjà de persones vivint en cada habitatge era de 2,5 i el nombre mitjà de persones que vivien en cada família era de 3,08.
Per edats la població es repartia de la següent manera: un 26,3% tenia menys de 18 anys, un 9,3% entre 18 i 24, un 27,9% entre 25 i 44, un 24,4% de 45 a 60 i un 12,2% 65 anys o més.
L'edat mediana era de 37 anys. Per cada 100 dones de 18 o més anys hi havia 88,5 homes.
La renda mediana per habitatge era de 32.750 $ i la renda mediana per família de 42.083 $. Els homes tenien una renda mediana de 32.917 $ mentre que les dones 21.667 $. La renda per capita de la població era de 17.652 $. Entorn del 9,9% de les famílies i el 12,3% de la població estaven per davall del llindar de pobresa.

## Poblacions més properes
El següent diagrama mostra les poblacions més properes.